# Oswaldo Pieruccetti
Oswaldo Pieruccetti, (Patrocínio, 18 de julho de 1909 - Belo Horizonte,26 de janeiro de 1990) foi um advogado e político brasileiro do estado de Minas Gerais. Filho de Clotilde Mota  e do imigrante italiano Adolfo Pieruccetti, Oswaldo Pieruccetti casou-se com a professora araguarina Eleonora de Carvalho em 1934. Tiveram três filhos: Eleowaldo, Brenno e Maria da Graça, todos nascidos em Araguari.

## Biografia
Cursou Direito em Belo Horizonte e iniciou sua vida profissional como advogado do Banco do Brasil em Araguari.

Em 1938, atuou em Araguari como assistente de acusação dos irmãos Joaquim e Sebastião Naves, no mais famoso erro judiciário brasileiro: "O Caso dos irmãos Naves".
Filiado à UDN (União Democrática Nacional), foi eleito prefeito de Araguari, na eleição de 1948, tendo como seu vice-prefeito o médico Dr. Elpídio Viana Canabrava.
Em 1950 disputou e ganhou uma vaga na Assembléia Legislativa de Minas Gerais como deputado estadual, iniciando então o que o ex-governador Rondon Pacheco sempre se refere como a "santa aliança", uma vez que ambos se elegeram e reelegeram em 1954 e 1958.. Oswaldo para a Assembléia estadual e Rondon para a Câmara federal de Deputados, representando Araguari, Uberlândia e região do Triângulo Mineiro e Alto Paranaíba.
Em 1960, foi designado coordenador em Minas das campanhas de Magalhães Pinto para governador de Minas e de Jânio Quadros para a presidência da República.
Após as eleições de 1960, foi convocado para a secretaria do Interior e Justiça. Em seguida, o governador Magalhães Pinto indica Pierucceti para a presidência do Banco de Crédito Real de Minas Gerais.
Foi nomeado prefeito de Belo Horizonte, durante o governo de Magalhães Pinto, para o período de 1965 a 1967. Foi novamente prefeito da capital mineira no período de 1971 a 1975, designado pelo governador Rondon Pacheco.
Após o fim do mandato na prefeitura belo-horizontina, Pieruccetti exerceu também a presidência da siderúrgica mineira Acesita (Aços Especiais de Itabira), escolhido pelo ex-presidente da República João Batista Figueiredo.
Para comemorar o seu centenário de nascimento, em 18 de julho de 2009, grupo de familiares e amigos criaram, em 15 de novembro de 2008, o IOP - INSTITUTO OSWALDO PIERUCCETTI, com sede à rua Samuel Santos, 283, local que foi a residência de sua irmã, Wanda Pieruccetti, até o seu falecimento, em 29 de março de 2008.